# Madagaskarhabicht
Der Madagaskarhabicht (Astur henstii, Synonym: Accipiter henstii) ist ein endemisch auf Madagaskar vorkommender Greifvogel aus der Familie  der Habichtartigen (Accipitridae), der zu den größeren Arten dieser Familie zählt.
Die Bestandssituation des Madagaskarhabichts wird von der IUCN mit potentiell gefährdet (near threatened) angegeben. Es werden keine Unterarten unterschieden.

## Erscheinungsbild
Der Madagaskarhabicht erreicht eine Körperlänge von 52 bis 62 Zentimeter, wovon beim Männchen 24,4 bis 25,8 Zentimeter auf das Schwanzgefieder entfallen, beim Weibchen durchschnittlich 28 Zentimeter. Die Flügel haben bei den Männchen eine Länge von 27,6 bis 28,3 Zentimeter, bei den Weibchen von 31,8 bis 33 Zentimeter. Die Flügelspannweite beträgt 86 bis 100 Zentimeter. Das Gewicht liegt bei den Männchen etwa 600 Gramm, die Weibchen werden bis zwischen 960 und 1140 Gramm schwer. Die Augen adulter Vögel sind gelb. Der Schnabel ist gelb, die Wachshaut ist grünlich gelb. Die Beine und Füße sind bei beiden Geschlechtern gelb. Abgesehen vom Größenunterschied gibt es keinen auffälligen Geschlechtsdimorphismus.
Adulte Madagaskarhabichte sind auf der Körperoberseite schiefergrau und auf der Körperunterseite weiß mit einer feinen, aber auffälligen Querbänderung. Der Überaugenstreif ist nur angedeutet. Jungvögel sind auf der Körperoberseite blassbraun.

## Verwechslungsmöglichkeiten
Madagaskarshabichte ähneln dem Madagaskarsperber, der jedoch mit einer Körperlänge zwischen 29 und 42 Zentimetern deutlich kleiner ist. Etwa so groß wie der Madagaskarsperber ist auch der  Echsenhabicht (Accipiter francesiae), dessen Unterseite heller und weniger stark gesperbert ist.

## Verbreitungsgebiet und Lebensraum
Der Madagaskarhabicht kommt ausschließlich auf Madagaskar vor. Er fehlt im Landesinneren, besiedelt aber die Küstenregionen im Osten, Norden und Westen, während er im Süden fehlt. Sein Lebensraum ist vor allem der Primärwald. Er kommt gelegentlich auch im Sekundärwald und in mit Bäumen dicht bestandener Savanne vor. In diesen Lebensräumen ist er vor allem in Wäldern entlang von Fließgewässern anzutreffen. Er benötigt Lebensräume, die weitgehend unberührt geblieben sind.
Der Madagaskarhabicht ist in seinem gesamten Verbreitungsgebiet ein Standvogel.

## Lebensweise
Der Madagaskarhabicht kommt auch außerhalb der Brutzeit überwiegend paarweise vor. Er ist häufiger zu beobachten, wie er hoch oben in der Luft kreist. Aufgebaumte Madagaskarhabichte sitzen dagegen meist im Blattwerk versteckt und sind deshalb schwierig auszumachen.
Die Nahrung besteht überwiegend aus Vögeln, gelegentlich schlägt der Madagaskarhabicht aber auch Säugetiere wie beispielsweise Lemuren. Er schlägt auch Hausgeflügel in den Dörfern seines Lebensraums. Während der Jagd sitzt er häufig lange regungslos auf einer Ansitzwarte. Er jagt seine Beutetiere jedoch auch in schneller Verfolgungsjagd.
Die Brutzeit fällt in den Zeitraum Oktober bis Februar. Das Nest wird hoch oben in Bäumen errichtet und aus großen Ästen gebaut. Das Gelege besteht aus zwei Eiern. Über die Brutzeit und die Nestlingszeit ist bislang nichts bekannt.